# گرمرسدورف
گرمرسدورف (به آلمانی: Gremersdorf) یک شهر در آلمان است که در استهلشتاین واقع شده‌است.
 گرمرسدورف  ۱٬۴۹۳ نفر جمعیت دارد.